# Philarista porphyrinella
Philarista porphyrinella är en fjärilsart som beskrevs av Walker 1864. Philarista porphyrinella ingår i släktet Philarista och familjen plattmalar. Inga underarter finns listade i Catalogue of Life.